# Othresypna postflavida
Othresypna postflavida là một loài bướm đêm trong họ Noctuidae.